# Reading (Pennsylvanie)
Pour les articles homonymes, voir Reading.
La ville de Reading (prononcé en anglais : [ˈɹɛdɪŋ]) est le siège du comté de Berks, dans le Commonwealth de Pennsylvanie, aux États-Unis. Sa population s’élevait à 88 082 habitants lors du recensement de 2010, estimée à 87 575 habitants en 2016. C’est la 5e ville de l’État.

## Personnalités liées à la ville
- Frederick Miller Endlich (1851-1899), géologue et minéralogiste, né à Reading.
- John Updike (1932-2009), écrivain né à Reading, dont le cycle littéraire « Rabbit Angstrom » publié de 1960 à 1990 présente en toile de fond la ville de Reading sous le nom de Brewer.
- Keith Haring, peintre mondialement connu, qui a vécu à New York une bonne partie de sa vie.
- John Philip Sousa (1854-1932), compositeur des plus célèbres marches militaires américaines, est décédé à Reading.
- Martin Cruz Smith, né le 3 novembre 1942 à Reading, écrivain de romans policiers
- Taylor Swift, chanteuse country et pop, y a vu le jour le 13 décembre 1989.
- Florence P. Dwyer ( femme politique du parti républicain)[1].

## Sports
- The Reading 120, course cycliste sur route.

## Sources
- (en) Cet article est partiellement ou en totalité issu de l’article de Wikipédia en anglais intitulé « Reading, Pennsylvania » (voir la liste des auteurs).

1. ↑  (en) Suzanne O'Dea, From suffrage to the Senate : an encyclopedia of American women in politics, ABC-CLIO, 1999 (ISBN 0-87436-960-6, 978-0-87436-960-1 et 9790874369600, OCLC 42476659, lire en ligne), p. 213-214

- Sylvain Cypel, « Comment Reading, cité ouvrière, a sombré », Le Monde,‎ 4 novembre 2011 (lire en ligne)